# Juan Bartolomé García de Santiago
Juan Bartolomé García de Santiago (Sevilla, 19 de octubre de 1734-Sevilla, siglo XIX) fue un imaginero y retablista español.

## Biografía
Fue bautizado en la Iglesia de San Roque el 26 de octubre de 1734. Fue el primogénito del escultor y retablista Manuel García de Santiago y de María de Algara. Contrajo matrimonio en mayo de 1762 con Josefa Luisa Severina García. Esta era su prima en tercer grado de consanguinidad, por lo que necesitó una dispensa eclesiástica.
Tras casarse, residió en alquiler en las collaciones de Santa Lucía, el Salvador, Santa Catalina, San Román, San Andrés y San Juan de la Palma. Hay una falta de información del artista en Sevilla entre 1769 y 1785, tal vez porque residió en Cádiz en esta época. Consta que trabajó en Cádiz por estos años.

## Obra documentada
- Hacia 1770-1771. Retablo mayor de la iglesia del Convento de Nuestra Señora del Valle. Sevilla. Desaparecido.[3]
- Hacia 1771-1780. Virgen de los Dolores. Iglesia de Nuestra Señora de la Granada. Guillena. Es titular de la Hermandad de la Vera Cruz de la localidad y procesiona el Viernes Santo. Fue restaurada en 1955 por Manuel Pineda Calderón, que la cubrió con una nueva policromía. Es posible que en esta intervención fueran sustituidas las manos. En 1985 fue restaurada por Francisco Berlanga de Ávila, que le incorporó un candelero de mayores dimensiones, dándole una altura de 1,70 metros aproximadamente.[4]
- 1780-1784. Monumento para el Jueves Santo para ser instalado en el crucero de la Catedral Vieja de Cádiz. En 1838 fue trasladado a la Catedral Nueva, donde continuó siendo usado hasta 1954. Luego, debido a su mal estado de conservación, dejó de usarse y se ha mantenido almacenado en las dependencias del templo.[5]